# Афгано-пакистанский пограничный конфликт
Афгано-пакистанский пограничный конфликт (англ. Afghanistan–Pakistan Border Conflict) — вооружённый конфликт между двумя азиатскими странами — Афганистаном и Пакистаном.

## Ход конфликта
13 мая 2007 года произошёл вооружённый конфликт между афганскими и пакистанскими войсками, после того как пакистанские военные попытались установить форпост на востоке Афганистана. Генерал Захир Азими, представитель афганского министерства обороны, рассказал на пресс-конференции, что под натиском наступающих войск Пакистана афганцы были вынуждены отступить.
Пакистан использовал артиллерию для ударов по позициям афганской армии. Двое детей погибли, ещё три получили ранения, после того как один из снарядов попал в школу в афганской провинции Пактия. Также начальник полиции Пактии заявил, что один полицейский был убит и трое других были ранены во время этого артобстрела. Местные жители провинции рассказали, что пакистанцы потеряли вертолёт во время ответного огня со стороны Афганистана.
Однако пакистанский генерал Вахид Аршад опроверг вышесказанное. Он заявил, что ни одна из сторон не пересекала государственную границу, а сообщение о сбитом вертолёте не соответствует действительности. По версии пакистанской стороны, перестрелка произошла на границе утром в воскресенье в агентстве Куррам.
Стороны прекратили вооружённые действия только после дипломатического вмешательства Соединённых Штатов Америки.

## Потери сторон
После перестрелки появились противоречивые сообщения о количестве погибших с обеих сторон.
Министр внутренних дел Афганистана сказал в своём заявлении, что восемь пакистанских солдат были убиты и их тела остались на поле боя.
Представитель пакистанской армии, генерал-майор Вахид Аршад, заявил о трёх раненых пакистанских солдатах в результате нападения соседней страны. Афганские солдаты потеряли шесть или семь человек убитыми.

## 2011 год
28 апреля 2011 года произошла ещё одна пограничная стычка между двумя государствами возле пакистанского города Ангур-Ада. 12 солдат вооружённых сил Афганистана и один пограничник Пакистана погибли в ходе боя. Три пакистанских пограничника и восемь мирных жителей Ангур-Ады получили ранения.
20 июля 2011 года афганские войска вновь открыли огонь по пакистанскому агентству Южный Вазиристан. В результате атаки четыре пакистанских солдата погибли и ещё двое получили ранения.
27 августа 2011 года около 300 афганских боевиков напали на полицейские КПП на северо-западе Пакистана. Погибло 25 пакистанских солдат и около 20 боевиков.
10 октября 2011 года около 200 афганских боевиков попытались пересечь границу с Пакистаном. Погиб 1 пакистанский солдат и около 30 афганцев. В то же время афганские официальные лица утверждают, что Пакистан нанёс ракетный удар по территории Афганистана.